# ピーナッツバター (お笑いコンビ)
ピーナッツバターは、無所属（フリー）の日本のお笑いコンビ。
愛称及び略称は「ピナバタ」。2017年12月結成。『M-1グランプリ2022』2回戦敗退、『M-1グランプリ2023』2回戦敗退。

## メンバー
- 入山 栄志（いりやま えいじ、1993年1月18日（32歳） ）
  - 東京都出身。主にツッコミ担当、立ち位置は向かって左。
- 豊田 哲生（とよだ のりき、1992年2月1日（33歳） ）
  - 東京都出身。主にボケ・ネタ作り担当、立ち位置は向かって右。

## 略歴
2015年、2人は新宿歌舞伎町で肩がぶつかったことから知り合う。2時間ほどお互い殴り合った結果、最後に仲良くなり、ラーメンを一緒に食べた。意気投合した2人は、しばらく経ったあと、昔から好きだった漫才ことを告白。コンビを組むことになる。最初は、ネタが作れないため、サンドウィッチマンのピザ屋のネタで、最寄りの隣駅で、路上漫才をしていた。
そのうち、自分達のネタでも路上漫才をするが、ネタは全くウケずまた酔っ払いにすら声をかけられず挫折。翌年の2018年、初めてM-1グランプリに出場する。1回戦敗退をするが、ネタ終わりにエレベーターで、「面白かったです」と観客に声をかけられたことで、漫才を続けることに。それから、7年連続でM-1グランプリに出場している。

## 芸風

### ネタ
- 過去に、様々なキャラネタを経て、現在は、チンピラ漫才。
- ボケの豊田が、ネタ作りを担っている。すべて、紙に書いている。
- 豊田は、島田紳助に多大な影響を受けている。
- ツッコミの入山は、何もしていない。

## エピソード
- コンビ結成当初、2人で台湾旅行に行った際、豊田が食べ歩きで買ったものを１口ずつしか食べず、残りを入山が食べた結果、入山は食べ過ぎてしまい、戻してしまった。
- この後、2人で韓国旅行に行った際は、台湾旅行の反省を活かし、入山は戻さずに済んだ。
- ネタ合わせは豊田の実家で行っており、毎回お母さんに会うと、お小遣いやお弁当をもらっている。
- ネタ合わせは、日曜日の午前7時30分から行っている。
- 劇場前は、カラオケでネタ合わせをしている。
- チンピラ漫才のために、髪型も調整しているが、入山が時々勝手に坊主にしてしまい、チンピラからかけ離れてしまう時期がある。

## 戦績

### M-1グランプリ
| 年     | 結果      | エントリーNo. | 備考                   |
| ------ | --------- | ------------- | ---------------------- |
| 2018年 | 1回戦敗退 | 2671          |                        |
| 2019年 | 1回戦敗退 | 4112          |                        |
| 2020年 | 1回戦敗退 | 266           | ナイスアマチュア賞受賞 |
| 2021年 | 1回戦敗退 | 3510          | ナイスアマチュア賞受賞 |
| 2022年 | 2回戦敗退 | 10            |                        |
| 2023年 | 2回戦敗退 | 3             |                        |
| 2024年 | 2回戦敗退 | 72            | （2024年9月現在）      |

### 賞レース成績・受賞歴など
| 年         | ライブ                                   | 結果               | 備考 |
| ---------- | ---------------------------------------- | ------------------ | ---- |
| 2020年     | M-1グランプリ                            | ナイスアマチュア賞 |      |
| 2021年     | M-1グランプリ                            | ナイスアマチュア賞 |      |
| 2022年9月  | 逆M-1グランプリ - ナイツ塙会長の自由時間 | 準優勝             |      |
| 2022年10月 | ゲレロンステージ                         | 優勝               |      |
| 2023年12月 | パワーオブフリー（S）                    | 優勝               |      |
| 2024年1月  | 勝手に漫才GP！                           | 上位残留           |      |
| 2024年3月  | 勝手に漫才GP！                           | 上位残留           |      |
| 2024年4月  | 肉食ライブ                               | 準優勝             |      |
| 2024年8月  | パワーオブフリー（S）                    | 優勝               |      |

## 出演

### ネット番組
- ナイツ塙会長の自由時間 - 逆M-1グランプリ（2022年9月1日 - 、Youtube）

### ライブ
- ゲレロンステージ
- パワーオブフリー（S）
- 勝手に漫才GP!
- 肉食ライブ
- 疾風迅雷舞